# Алмон (село)
Алмон (фр. Allemond) насеље је и општина у источној Француској у региону Рона-Алпи, у департману Изер која припада префектури Гренобл.
По подацима из 2011. године у општини је живело 913 становника, а густина насељености је износила 20,29 становника/km². Општина се простире на површини од 45 km². Налази се на средњој надморској висини од 750 метара (максималној 2.969 m, а минималној 702 m).

## Демографија
| 1962. | 1968. | 1975. | 1982. | 1990. | 1999. | 2011. |
| ----- | ----- | ----- | ----- | ----- | ----- | ----- |
| 530   | 514   | 544   | 958   | 600   | 765   | 913   |

График промене броја становника у току последњих година